# Varenna
Varenna là một đô thị nằm bên hồ Como trong tỉnh Lecco thuộc vùng Lombardia, Ý, có cự ly khoảng 60 km về phía bắc của Milano và khoảng 20 km về phía tây bắc của Lecco. Tại thời điểm ngày 31 tháng 12 năm 2004, đô thị này có dân số 882 người và diện tích là 11,2 km².
Đô thị Varenna có các frazione (đơn vị dân cư cấp dưới) Fiumelatte, nơi có sông ngắn nhất nước Ý.
Varenna giáp các đô thị: Esino Lario, Lierna, Oliveto Lario, Perledo; và bên kia hồ là tỉnh Como:

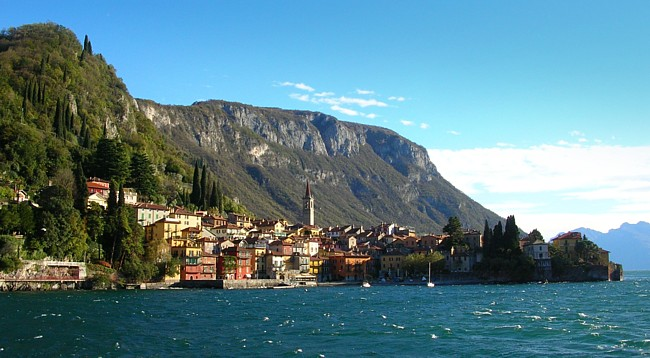
Cảnh Varenna

Bellagio, Griante, Menaggio.

## Gallery

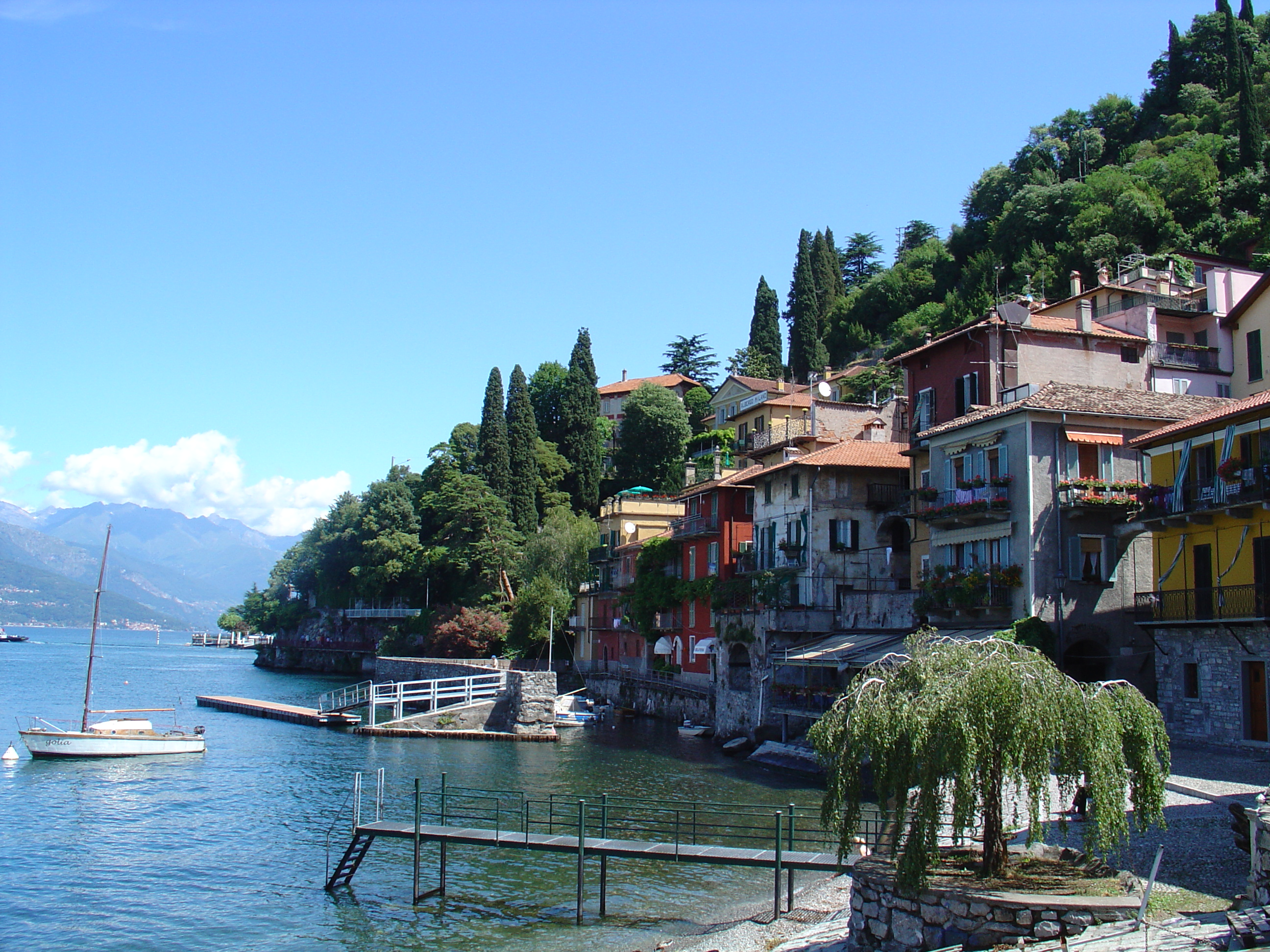
Varenna
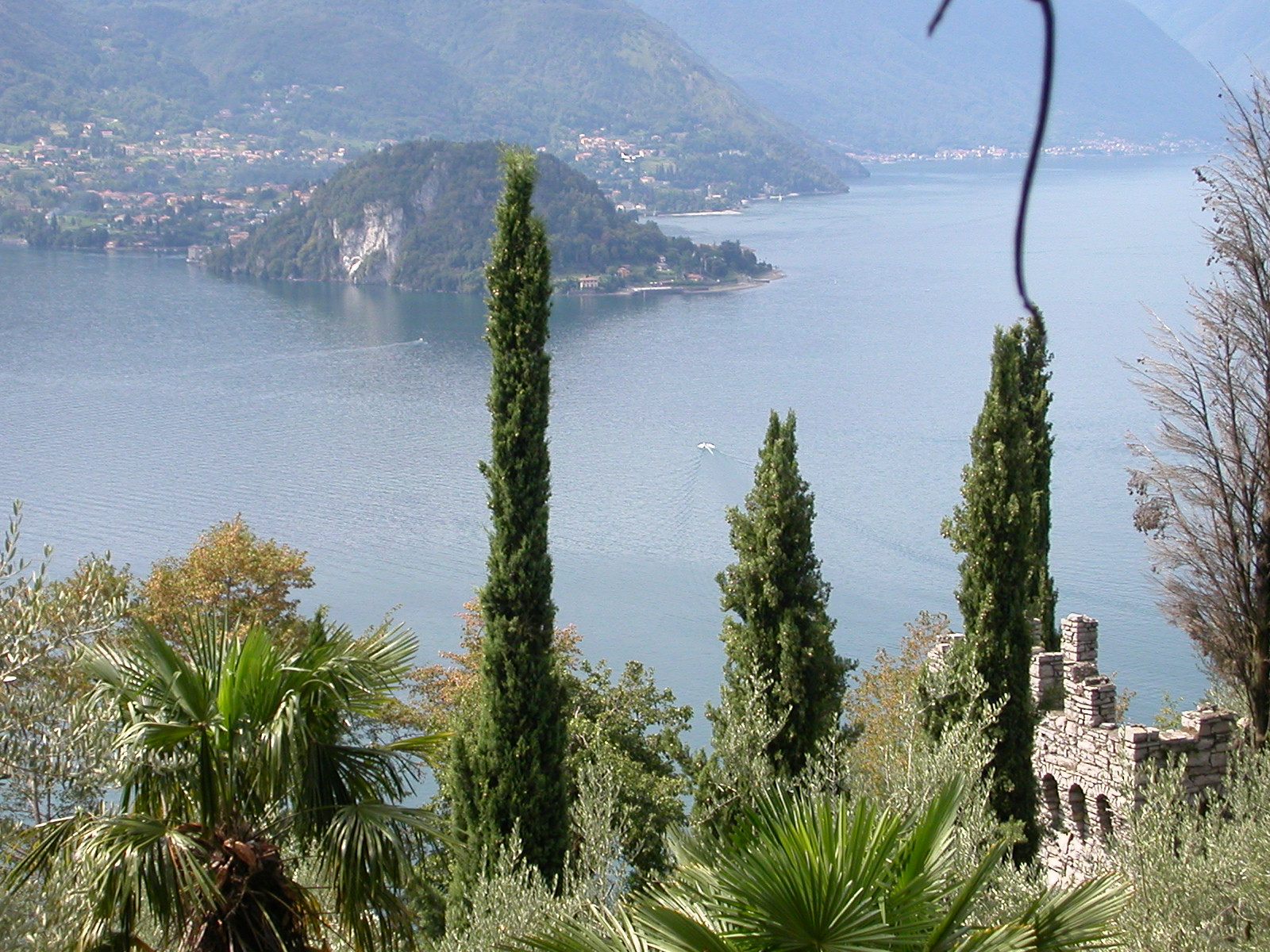
Cảnh từ lâu đài
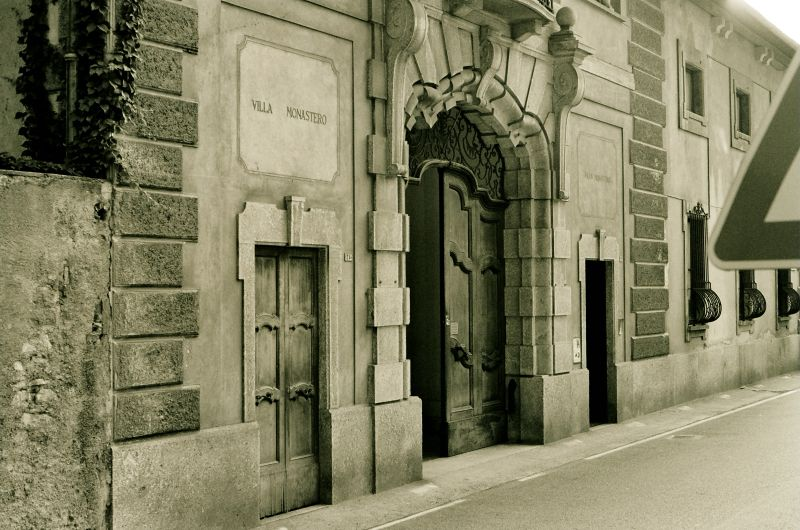
Lối vào Villa Monastero
Francis Frith (1822-1898), Hồ Como. Varenna.Francis Frith (1822-1898), Hồ Como. Varenna.
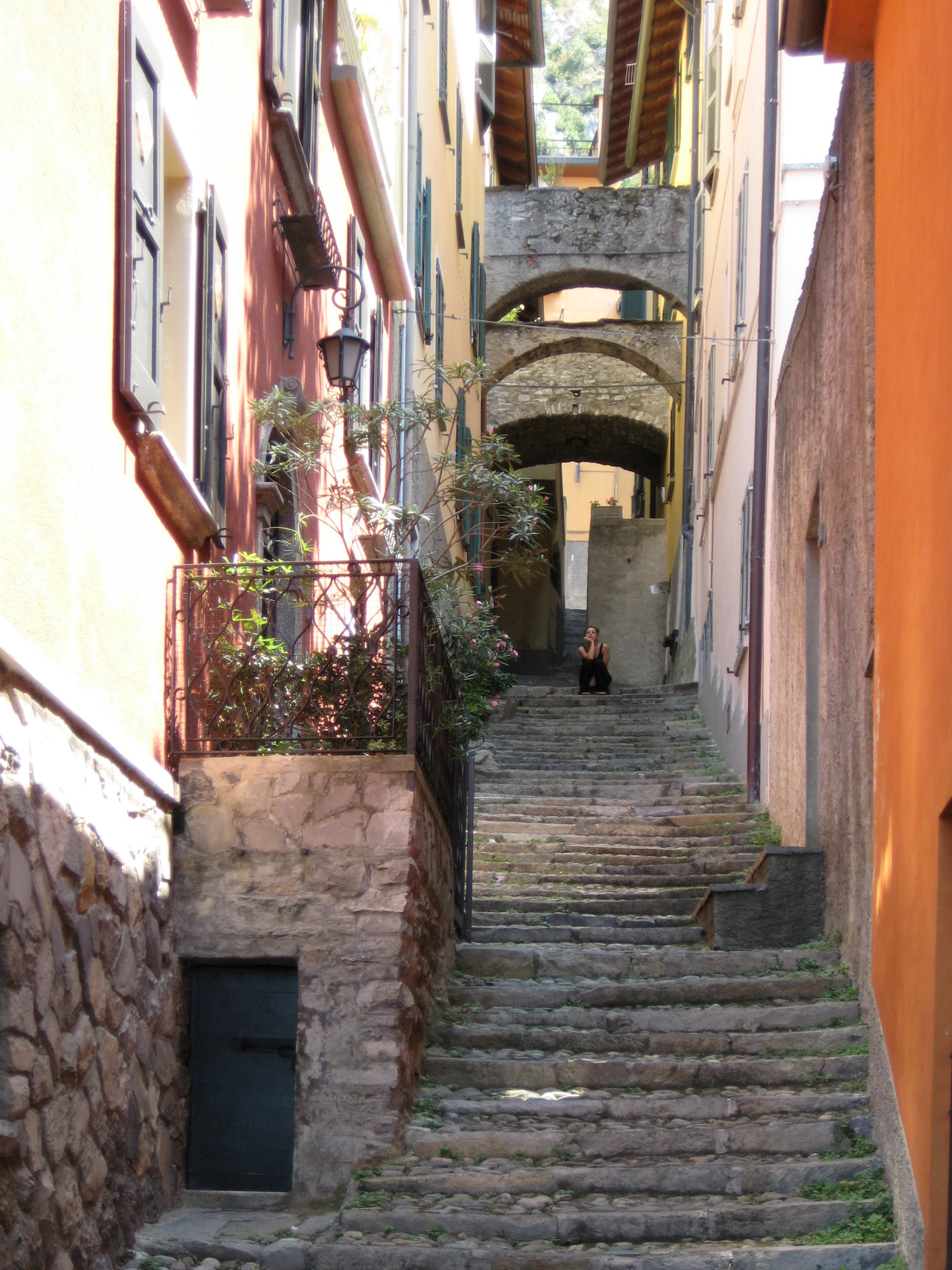